# Штралзунд
Штралзунд град је у њемачкој савезној држави Мекленбург-Западна Померанија. Налази се на Балтичком мору, на мореузу који раздваја острво Риген од копна. Са Ригеном је повезан друмским и железничким мостом. Главна економске активности су бродоградња, рибарство и донекле туризам.

## Историја
Град су основали 1234. године Словени Рујани са Ригена. Следећих година у град долазе немачки трговци и град је почео да расте. Пошто је постао конкуренција моћном Либеку, спаљен је 1249. Поново је изграђен са огромним градским бедемима са 11 градских врата и 30 стражарских кула. Штралсунд је 1293. постао члан Ханзеатског савеза. У 14. веку је око 300 бродова је пловило Балтиком под заставом Штралсунда.
У 17. веку Штралсунд је постао поприште Тридесетогодишњег рата. Генерал Албрехт фон Валенштајн је опседао Штралсунд 1628, све док није у помоћ дошла шведска војска и присилила генерала на повлачење. После Вестфалског мира 1648. Шведска је добила Западну Померанију, Шведску Померанију и Штралсунд. У Великом северном рату Карл XII је годину дана предводио одбрану Штралсунда против уједињених европских сила. Штралсунд је остао шведски до 1815, када је постао део Пруске. Од 1949. до 1990. био је у саставу ДДР-а.

## Знаменитости
- Историјски центар Штралсунда је на Унесковом списку светске баштине.
- Срце старог града је стари трг на коме је била пијаца. Ту се налази и готичка скупштина града из 13. века. Иза скупштине се налази црква светог Николе, грађена 1270—1360.
- црква светог Јакова, саграђена средином 14. века. Разарана је неколико пута (Валенштајн и Други светски рат)
- црква свете Марије, грађена је 1383—1473. у готском стилу и највећа је у Штралсунду, са кулом од 104 m.
- фрањевачки манастир из 1254. је једна од најстарих грађевина у граду.

## Географски и демографски подаци
Град се налази на надморској висини од 13 m. Површина општине износи 39,0 km². У самом граду је, према процјени из 2010. године, живјело 57.866 становника. Просјечна густина становништва износи 1.483 становника/km². Посједује регионалну шифру (AGS) 13005000, NUTS (DE805) и LOCODE (DE STL) код.

## Међународна сарадња
| Мјесто             | Држава   | Врста сарадње | Од    |
| ------------------ | -------- | ------------- | ----- |
| Малме              | Шведска  | партнерство   | 1991. |
| Старгард Шчећињски | Пољска   | партнерство   | 1992. |
| Вентспилс          | Летонија | партнерство   | 1989. |
| Пори               | Финска   | партнерство   | 1991. |
| Свендборг          | Данска   | партнерство   | 1992. |
| Извор              |          |               |       |